# Pavel Budínský
Pavel Budínský, né le 15 février 1974, à Jičín, en Tchécoslovaquie, est un joueur tchèque de basket-ball. Il évolue aux postes d'arrière et d'ailier.